# 浙江过路黄
浙江过路黄（学名：Lysimachia chekiangensis）为报春花科珍珠菜属的植物，是中国的特有植物。分布在中国大陆的浙江等地，生长于海拔360米至720米的地区，多生在山坡阴处草丛中以及灌丛中，目前尚未由人工引种栽培。